# Alessandro Valerio
Alessandro Valerio (18 de maio de 1881 - 30 de maio de 1955) foi um ginete italiano, especialista em saltos, campeão olímpico. 

## Carreira
Alessandro Valerio representou seu país nos Jogos Olímpicos de 1920, na qual conquistou a medalha de prata no salto individual, em 1920.